# Санді-Крік (Нью-Йорк)
Санді-Крік (англ. Sandy Creek) — місто (англ. town) в США, в окрузі Освіго штату Нью-Йорк. Населення — 3813 особи (2020).

## Демографія
Згідно з переписом 2010 року, у місті мешкало 3939 осіб у 1610 домогосподарствах у складі 1093 родин. Було 2653 помешкання
Расовий склад населення:
| - 97,5 % — білих - 0,5 % — корінних американців - 0,5 % — азіатів - 0,3 % — чорних або афроамериканців |

До двох чи більше рас належало 0,9 %. Частка іспаномовних становила 1,2 % від усіх жителів.
За віковим діапазоном населення розподілялося таким чином: 23,2 % — особи молодші 18 років, 61,7 % — особи у віці 18—64 років, 15,1 % — особи у віці 65 років та старші. Медіана віку мешканця становила 42,6 року. На 100 осіб жіночої статі у місті припадало 102,9 чоловіків;  на 100 жінок у віці від 18 років та старших — 101,4 чоловіків також старших 18 років.
Середній дохід на одне домашнє господарство  становив 64 102 долари США (медіана — 58 750), а середній дохід на одну сім'ю — 70 711 долар (медіана — 62 174). Медіана доходів становила 50 313 долари для чоловіків та 37 008 доларів для жінок. За межею бідності перебувало 13,2 % осіб, у тому числі 17,0 % дітей у віці до 18 років та 8,8 % осіб у віці 65 років та старших.
Цивільне працевлаштоване населення становило 1771 особа. Основні галузі зайнятості: освіта, охорона здоров'я та соціальна допомога — 23,3 %, виробництво — 11,6 %, роздрібна торгівля — 10,7 %, будівництво — 10,4 %.